# Netrnoi Sor Vorasingh
Netrnoi Sor Vorasingh (thailändisch เนตรน้อย ศ.วรสิงห์, Geburtsname Net Ladnork เนตร ลาดนอก; * 22. April 1959 in Amphoe Bua Yai, Provinz Nakhon Ratchasima, Thailand; † 3. Dezember 1982) war ein thailändischer Boxer im Halbfliegengewicht.

## Profikarriere
Im Jahre 1975 begann er erfolgreich seine Profikarriere. Am 6. April 1978 boxte er gegen Freddy Castillo um den Weltmeistertitel des Verbandes WBC und siegte nach Punkten. Diesen Gürtel verlor er allerdings bereits in seiner zweiten Titelverteidigung im September desselben Jahres an Kim Sung-jun.
Im Jahre 1982 beendete er seine Karriere.